# Haval H2
Haval H2 — компактный кроссовер, выпускавшийся в 2014—2021 годах компанией Haval — внедорожным подразделением Great Wall Motors. Модель была впервые представлена в 2014 году на Пекинском международном автосалоне.
В Китае автомобиль предлагался в двух версиях: «Blue Label» и «Red Label» отличавшихся друг от друга оформлением передней части и интерьером. Помимо домашнего рынка в Китае модель продавалась в Малайзии и Иране, в 2019 году появилась в Италии. После показа на Московском автосалоне с 2015 года модель продавалась в России, за пять лет присутствия на рынке нашла только 2700 покупателей. В 2021 году на смену в модельном ряде компании пришёл компактный кроссовер Haval Jolion.
Двигатель — бензиновый 4-цилиндровый объёмом 1.5 литра, с турбонаддувом, мощностью 150 сил и крутящим моментом в 210 нм.